# 2014Concert Tour『Kis-My-Journey』
『2014Concert Tour『Kis-My-Journey』』（2014コンサート ツアー 「キスマイジャーニー」）は、Kis-My-Ft2の8枚目のDVDで2015年2月4日にavex traxから発売。

## 概要
2014年7月から11月まで行われた自身初の4大ドームツアー「Kis-My-Ft2 2014 Concert Tour Kis-My-Journey」から、ツアー最終公演となる11月9日開催の東京ドーム公演を収録。
初回生産限定盤、通常盤、Blu-ray盤の3種類で発売。
今作収録の「ダイスキデス」「FIRE!!!」は、後に2ndベストアルバム「BEST of Kis-My-Ft2」通常盤特典映像「ファン投票 BEST of LIVE SETLIST」にも収録。

## 収録曲

### 本編映像
※Blu-ray盤ではDisc 1にまとめて収録。

#### Disc 1
1. "3rd" Overture
2. Everybody Go
3. WANNA BEEEE!!!
4. SHE! HER! HER!
5. Kis-My-Me-Mine
6. テンション
7. Seven Journey
8. Luv Sick
9. Striker
10. ダイスキデス
11. キ・ス・ウ・マ・イ 〜KISS YOUR MIND〜
12. 3.6.5
13. Only One... - 玉森裕太
14. FIRE!!! - 北山宏光・藤ヶ谷太輔
15. 運命Girl
16. アゲてくぜ!
17. My Resistance -タシカナモノ-
18. Another Future
19. SNOW DOMEの約束
20. アイノビート
21. Shake It Up
22. ツバサ
23. FORM - 北山宏光
24. LU4E 〜Last Song〜 - 藤ヶ谷太輔
25. 大喜利コーナー
26. てぃーてぃーてぃーてれって てれてぃてぃてぃ 〜だれのケツ〜 - 舞祭組
27. Kis-My-Calling!
28. FIRE BEAT
29. Take Over
30. 若者たち
31. 光のシグナル
32. 僕らの約束

#### Disc 2
【ENCORE】
1. We never give up!
2. キミとのキセキ

【W/ENCORE】
1. 棚からぼたもち - 舞祭組
2. 千年のLove Song
3. Seven Journey

### 特典映像

#### 初回生産限定盤

##### Disc 2
1. 【epilogue】「〜Memories of the Journey〜」
2. マルチアングルLIVE映像
  1. My Resistance -タシカナモノ-
  2. Another Future
  3. FIRE BEAT
3. 各会場MC集
  1. ナゴヤドーム編
  2. 大阪ドーム編
  3. 福岡ドーム編
  4. 東京ドーム編

##### Disc 3
1. 4大ドームツアー密着ドキュメント
  1. リハーサル編
  2. ナゴヤドーム編
  3. 大阪ドーム編
  4. 福岡ドーム編
  5. 記者会見編
  6. 東京ドーム編
  7. 打ち上げ編
  8. 最終公演編

#### 通常盤
Disc 2
1. 【Triple/ENCORE】
  1. MC
  2. Good-bye, Thank you
2. 【epilogue】「Special movie 〜to the next...〜」

#### Blu-ray盤
Disc 2
1. 各会場大喜利コーナー集
  1. ナゴヤドーム編
  2. 大阪ドーム編
  3. 福岡ドーム編
  4. 東京ドーム編
2. メンバーバックステージ企画
  1. 玉森&宮田編
  2. 藤ヶ谷&横尾編
  3. 北山&二階堂編
  4. 千賀&Kis-My-Ft2編

## コンサートツアー
「2014Concert Tour 『Kis-My-Journey』」は、3rdアルバム「Kis-My-Journey」を引っさげて2014年7月5日から11月9日にかけて行われた、4大ドームツアー。

### 日程・会場
| タイトル                            | 年     | 公演日   | 公演時間 | 会場                 |
| ----------------------------------- | ------ | -------- | -------- | -------------------- |
| 2014Concert Tour 『Kis-My-Journey』 | 2014年 | 07月05日 | 18:00    | ナゴヤドーム         |
| 2014Concert Tour 『Kis-My-Journey』 | 2014年 | 07月06日 | 17:00    | ナゴヤドーム         |
| 2014Concert Tour 『Kis-My-Journey』 | 2014年 | 07月25日 | 18:00    | 京セラドーム大阪     |
| 2014Concert Tour 『Kis-My-Journey』 | 2014年 | 07月26日 | 14:00    | 京セラドーム大阪     |
| 2014Concert Tour 『Kis-My-Journey』 | 2014年 | 07月27日 | 17:00    | 京セラドーム大阪     |
| 2014Concert Tour 『Kis-My-Journey』 | 2014年 | 08月02日 | 18:00    | 福岡 ヤフオク!ドーム |
| 2014Concert Tour 『Kis-My-Journey』 | 2014年 | 08月03日 | 17:00    | 福岡 ヤフオク!ドーム |
| 2014Concert Tour 『Kis-My-Journey』 | 2014年 | 11月07日 | 18:00    | 東京ドーム           |
| 2014Concert Tour 『Kis-My-Journey』 | 2014年 | 11月08日 | 18:00    | 東京ドーム           |
| 2014Concert Tour 『Kis-My-Journey』 | 2014年 | 11月09日 | 17:00    | 東京ドーム           |